# توماس إي. ديوي جونيور
توماس إي. ديوي جونيور (بالإنجليزية: Thomas E. Dewey, Jr.)‏ هو مصرفي أمريكي، ولد في 2 أكتوبر 1932 في نيويورك في الولايات المتحدة.